# Muricella reticulata
Muricella reticulata is een zachte koraalsoort uit de familie Acanthogorgiidae. De koraalsoort komt uit het geslacht Muricella. Muricella reticulata werd in 1910 voor het eerst wetenschappelijk beschreven door Nutting. 